# Öringe, Boxholms kommun

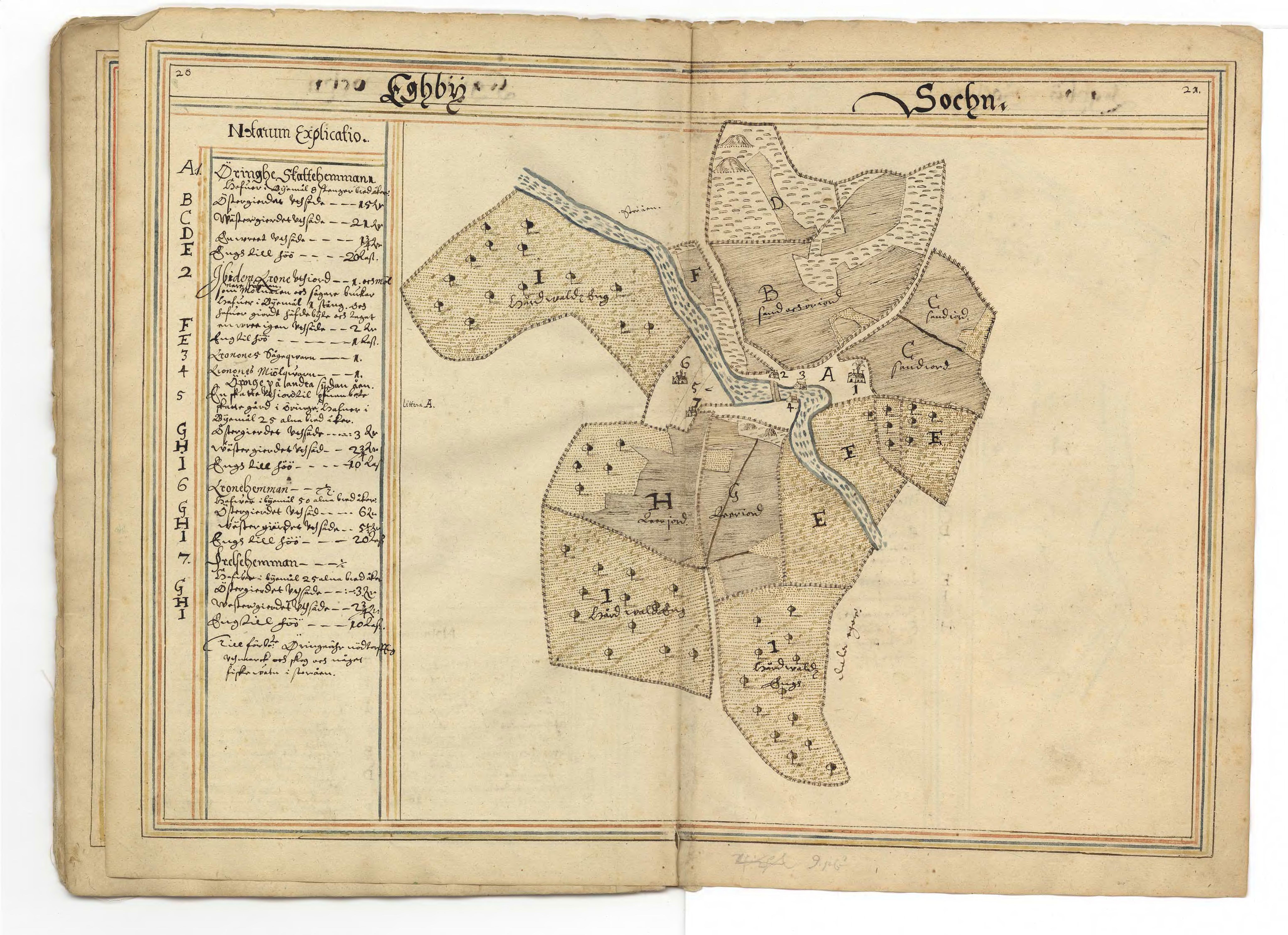
Karta över Öringe, år 1638.

Öringe är en medeltida gård i Ekeby socken, Boxholms kommun. Genom Öringe rinner Svartån.

## Historik
Öringe är en gård från åtminstone 1400-talet i Ekeby socken, Boxholms kommun. Gården ägdes på 1400-talet av Nils Fötling. Den 25 september 1487 sålde änkan till Fötling, Ingeborg Manssadotter på Hölsjö sin gård i Öringe till svennen Bengt Abjörnsson för 12 svenska mark. En frälsegård ägdes 1687 av fru Brita Cruus af Gudhem, jämte det 1680 skattbelagda Boshem. En frälsegård såldes 1701 till Catharina Falkenberg.
Gården bestod av 1 3⁄4 hemman.

### Öringe norra skattegård
Öringe norra skattegård uppförde en ny huvudbyggnad i slutet av 1700-talet. En ekonomibyggad byggades 1897 och ytterligare en huvudbyggnad uppfördes 1913. Gården fick elektricitet år 1918. År 1938 köptes gården av Karl Leonard Andersson.
På gården finns en forngrav.

#### Backstugor och torp
På gården har det även funnits ett flertal torp och backstugor vid namn Moen, Bygget (Lilla Öringe), Björklund, Källemoen, Liden, Hargstorp, Ekekullen, Brunsvig, Leonardsberg, Källhem, Charlottenborg och Carlslund. Torpmärkningar utfördes på Liden 1982 och Hargstorp 1995.

### Öringe södra skattegård
Öringe norra skattegårds huvudbyggnad och flygel uppfördes i början av 1800-talet Ekonomibyggnaden uppfördes under 1850-talet.  Gården fick elektricitet år 1918. Gården köptes 1926 av Sten Leopold Beidegårdh.

### Öringe frälsegård
Öringe frälsegårds huvudbyggnad uppfördes i mitten av 1800-talet Ekonomibyggnaden uppfördes 1934. Gården fick elektricitet år 1918. Gården köptes 1926 av Carl Gustaf Gustafsson.

#### Backstugor och torp
På gården har det även funnits ett flertal torp och backstugor vid namn Karlsborg, Granängen, Björkbacken, Kullen och Gäddhem. Torpmärkning utfördes på Granängen 2007.

### Öringe augument

#### Backstugor och torp
På gården har det även funnits ett flertal torp och backstugor vid namn Trimplaberget, Ängstugan, Öringelund, Sverige, Sandstugan, Valstorp, Lundstorp (Röjan) och Långstorp. Torpmärkning utfördes på Lundstorp 2013.

## Bilder

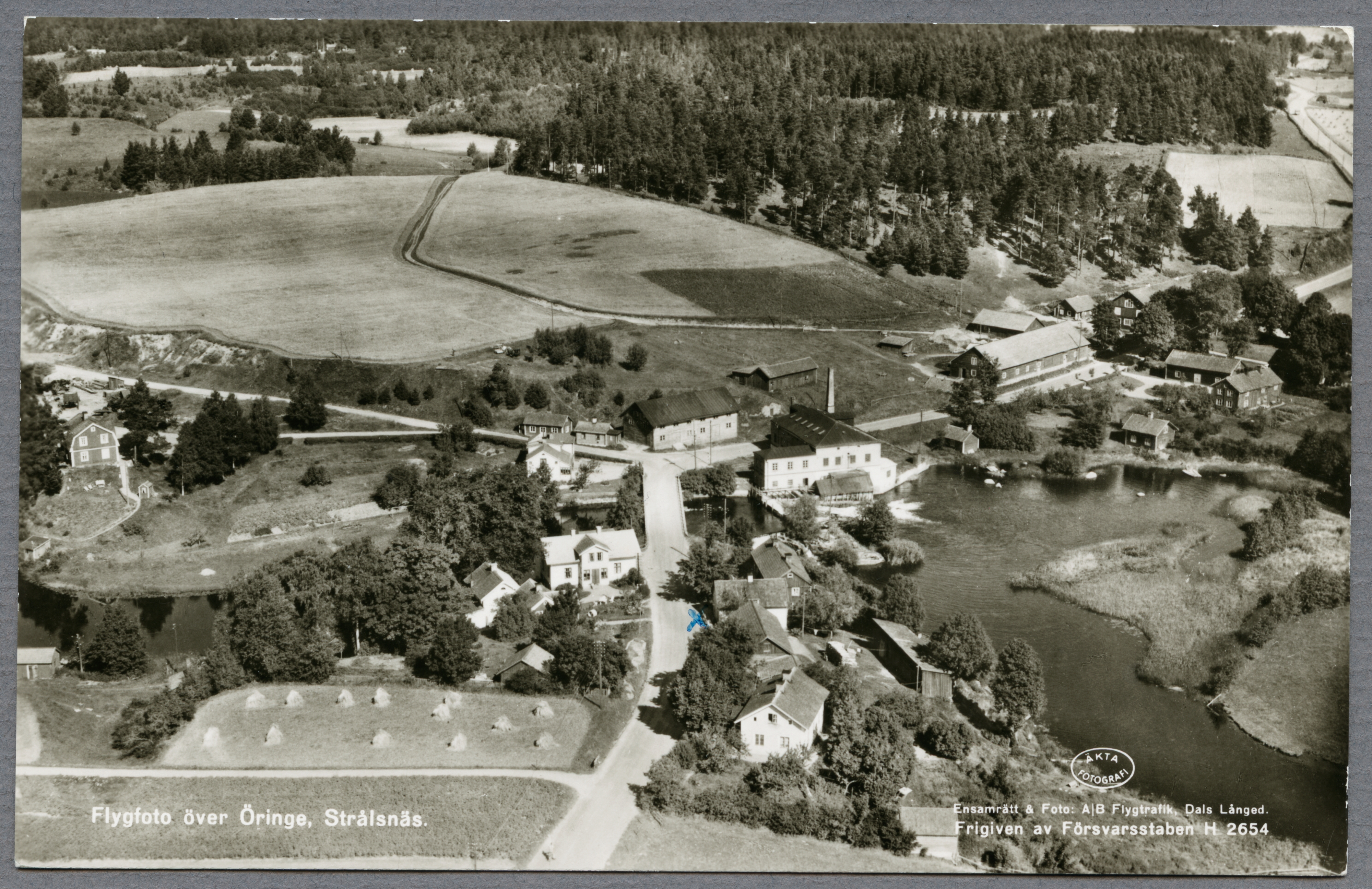
Flygfoto över Öringe, Strålsnäs.
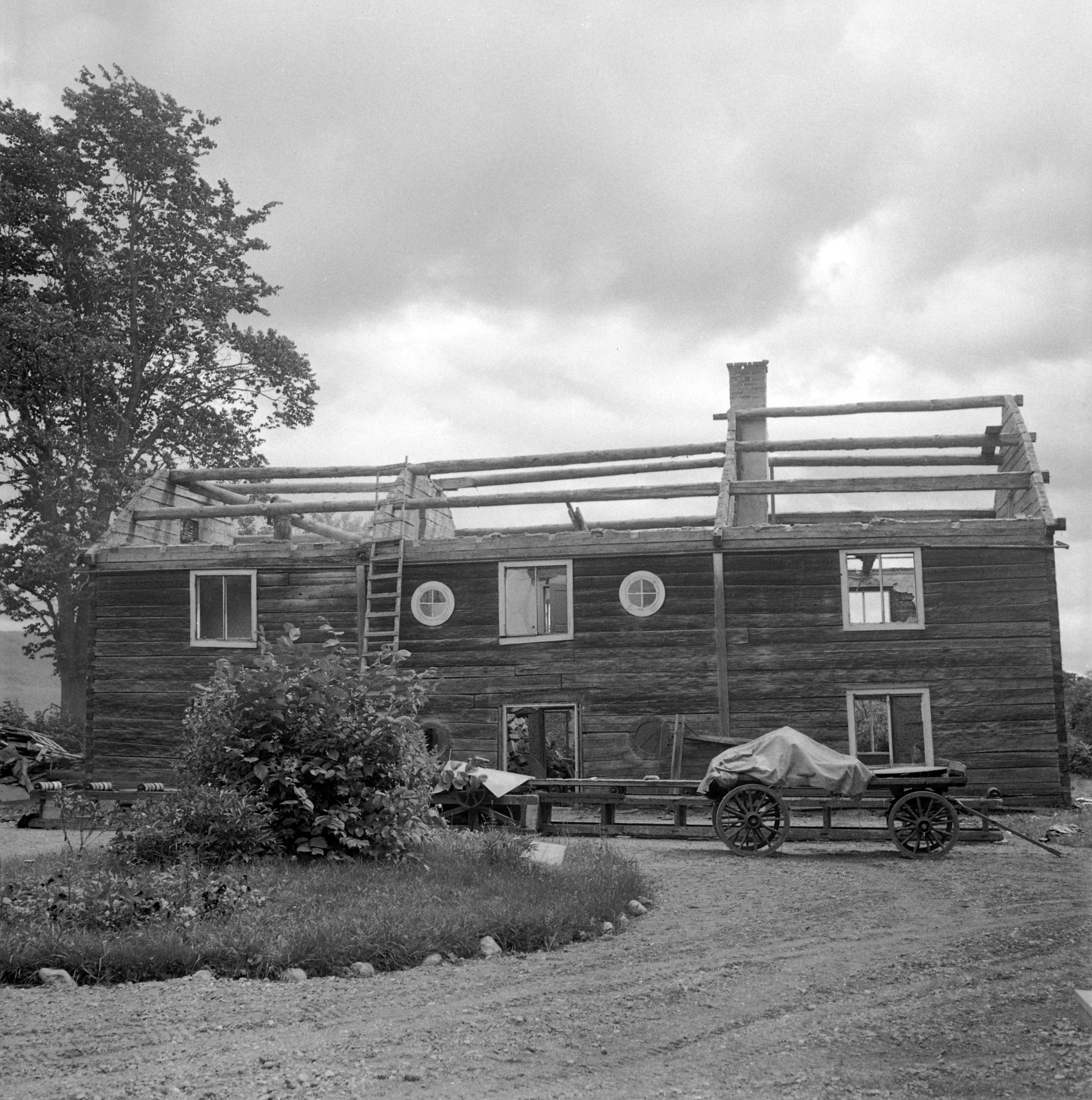
Sommaren 1952 revs den ålderdomliga flygeln till Öringe Skattegård i Ekeby socken.
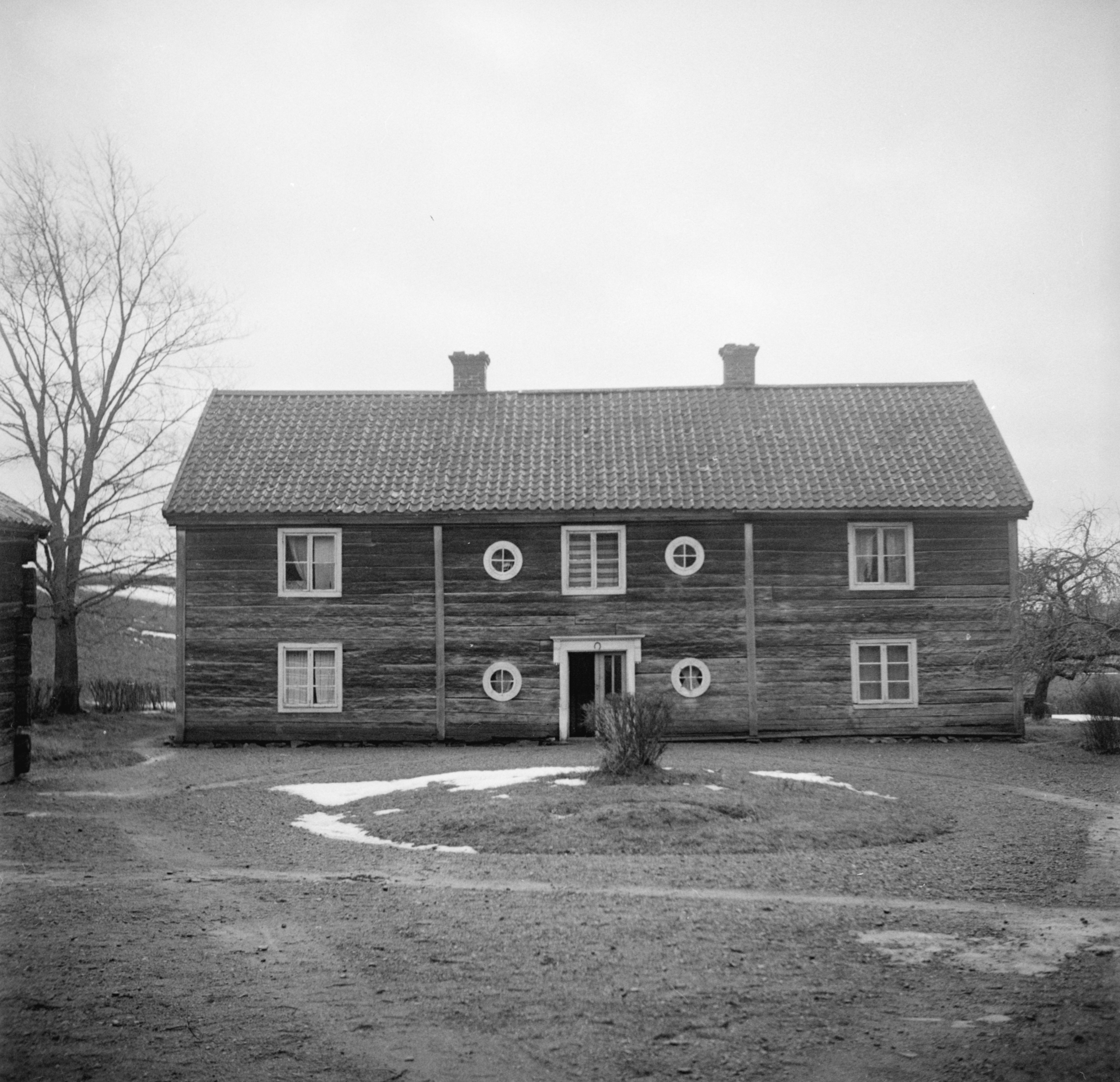
Dokumentation av Öringe Frälsegård i Ekeby socken. Parstuga i två våningar, uppförd i slutet av 1700-talet. Vy från väster. Vid tiden för bilden arrenderades gården av makarna Erik och Maria Gustafsson.